# IC 3054
IC 3054 је елиптична галаксија у сазвјежђу Береникина коса која се налази на листи објеката дубоког неба у Индекс каталогу.
Деклинација објекта је + 13° 32' 32" а ректасцензија 12h 14m 14,5s. Привидна величина (магнитуда) објекта IC 3054 износи 15,2 а фотографска магнитуда 16,2. IC 3054 је још познат и под ознакама VCC 109, PGC 39080.